# سنة الدبا
سنة الدبا حدث وقع في 12 رمضان عام 1307هـ، الموافق مايو 1890م ، حيث مُلأت الكويت بالدبا وهو صغار الجراد الذين يزحفون بأعداد هائلة كالبساط بطول 6 كم وعرض 3 كم، من كثرته امتلأت الآبار بالجراد حتى نتنت وأكل الزرع حتى أن الناس لم يستطيعون النوم من كثرة القلق، وانتهى هذا الغزو في 24 رمضان من نفس العام، حدثت هذه الحادثة بعهد الشيخ عبدالله بن صباح الصباح،

## الهجوم الثاني
لم يكن هذا الهجوم الوحيد من الجراد على الكويت فبعد أربعين سنة على سنة الدبا في خريف 1929م، بعد هطول الأمطار على الكويت ظهرت أسراب كبيرة من الجراد، قالت فيوليت ديكسون (أم سعود) زوجة المعتمد البريطاني في الكويت آنذاك في كتابها: (كانت تلك أول تجربة لي مع هذه الكائنات وهي تجربة لن أنساها ولقد رأيت السماء تحجبها أسراب الجراد الطائر واختفت الشمس وكأنها قد كسفت تقريباً وكانت أسراب الجراد تتساقط في شوارع الكويت وفي كل مكان وقد شارك طفلاي سعود وزهرة بقية أطفال الكويت في التقاط بعض منه لأكله وقد استمتعنا بمذاق الجراد).

## الهجوم الثالث
وأيضاً في سنة 1930م، حدثت هجمة أخرى من الجراد وكان بأعداد هائلة، وصل الجراد إلى مزارع الكويت وأكل كل مافيها من نخيل وأشجار كبيرة حتى بدت أنها محترقة، وتسلل الجراد أيضاً إلى البيوت وأتلف الأثاث والملابس وأكل الطعام.

## أشعار قيلت في الواقعة
قال الشاعر خالد عبد الله العدساني بهذه الحداثة قصيدة شعرية:
الله أكبر كيف القمل الضعيف … أذى الأنام ومنه الزرع تلفا
وصير الأرض بيضا لا نبات بها … كأنه لم يكن فيها وما عرفا
وقد جاء كالسيل يعدو ليس يمنعه … شيء فما مل من شيء ولا وقفا
حتى أتانا فعمتنا بليته … وقد كسى الأرض منه مختلفا
فلم نر طرقاً إلا وقد ملئت … ولا جدارًا ولا سقفًا ولا غرفا